# (1430) Сомали
(1430) Сомали (сомал. Soomaaliya) — типичный астероид главного пояса, который был открыт 5 июля 1937 года южноафриканским астрономом Сирилом Джексоном в обсерватории Йоханнесбурга и был назван в честь государства в Африке — Сомали. 

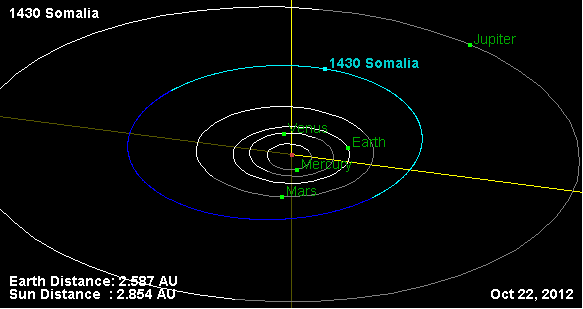
Орбита астероида Сомали и его положение в Солнечной системе